# Lucas Bacmeister (Theologe, 1605)
Lucas Bacmeister, auch Lukas Bacmeister, Lucas III. Bacmeister (* 1605 in Rostock; † Februar 1679 ebenda) war ein deutscher lutherischer Theologe.

## Leben
Lucas Bacmeister wurde als Sohn eines gleichnamigen lutherischen Theologen und dessen Frau Elisabeth Papke geboren. In den 1620er Jahren studierte er bei Höpfner an der Universität Leipzig, im nächsten Jahrzehnt an der Universität Wittenberg bei Johann Hülsemann, Wilhelm Leyser, Paul Röber und Martini. Ferner studierte er auch an den Universitäten Rostock, Erfurt und Jena. Letztgenannte ernannte Bacmeister 1632 zum Magister artium.
Am 8. Februar 1635 stellte ihn die Universität Rostock als ordentlich-fürstlichen Professor der Theologie ein. Die Professur verdankte er seinem Vater. Dieser hatte dafür gesorgt, dass sein Sohn sie erhielt, nachdem er sie schon zuvor bekleidet hatte. Mit der Professur setzte er die theologische Tradition der Familie im 17. Jahrhundert fort. In diesem Jahr heiratete Bacmeister ferner Dorothea Sasse, Tochter des Logikprofessors Peter Sasse.
An der Universität war Bacmeister nicht bedeutend, da er keinen Doktorgrad innehatte und daher kein Mitglied des Konzils und der Fakultät war. Außerdem durfte er nicht dem Dekan bewohnen. Dies aber verschaffte ihm die Möglichkeit, manchmal als unabhängiger Vermittler bei Streitigkeiten zwischen Professorengruppen agieren zu können.
1673 wurde Bacmeister Senior des fürstlichen Professorenkollegiums. In diesem Jahr aber wurde er unter anderem seines Alters wegen emeritiert. Im Februar 1679 verstarb er in Rostock in seinem 75. Jahre.

## Werke
- Disputatio Septima Anti-Leonina De Invocatione Sanctorum (Jena 1630)
- Vota In Praestantissimum & Humanissimum Lucam L. F. Bacmeisterum Rostoch. Megapol. Cum ipsi Rectore […] Dn. Johanni Himmelio […] Decano […] Dn. M. Philippo Horstio […] Summum in Philosophia brabeum […] in Alma Salana assignaretur, Missa & conscripta a Praeceptoribus […] & Fautoribus (1632)
- Bellarminus Orthodoxias Testis (Jena 1632)